# Conrad W. Hall
Conrad Wynn Hall (Los Ángeles, California, 13 de noviembre de 1958) es un cinematógrafo estadounidense. Es hijo del cinematógrafo Conrad L. Hall.
El trabajo de Hall en la cinematografía comienza en el 2000, con Panic Room (2002), luego su trabajo se centró en la película de Marvel Comics con The Punisher (2004), además de Olympus Has Fallen (2013). Antes de ser cinematógrafo, Hall trabajó en varias producciones incluyendo A Civil Action (1998) y American Beauty (1999) como operador de cámara y director de fotografía (equipo secundario).

## Filmografía
- Se7en (1995) (Como operador de cámara)[1]
- Fight Club (1999) (Como operador de cámara)[2]
- Sleepy Hollow (1999)
- Panic Room (2002) (Créditos compartidos con Darius Khondji)[3]
- A Gentleman's Game (2002)
- The Punisher (2004)
- Two for the Money (2005)
- Elvis and Anabelle (2007)
- The Longshots (2008)
- Oka! (2011)
- Suge Knight (2012)
- Olympus Has Fallen (2013)
- The Moon and the Sun (2015)